# ラダー・マッチ
ラダー・マッチ（Ladder match）は、プロレスで行われるさまざまな試合形式のうちの一つである。

## 概要
その特徴は、通常のプロレスの試合では凶器とみなされる脚立などのハシゴ（ラダー）を用いることである。ハシゴを登らないと手が届かない位置にターゲットの物を吊り下げ、それをとったら勝ち、という形式である。ターゲットは様々なものが用意される。例えば王座戦においてはチャンピオンベルトがターゲットとなる。
基本的に反則無しで試合が行なわれる。WWEほか、日本のインディー・プロレス団体などで盛んに行われる。見所はハシゴの上からのダイビング攻撃と両者、または両チームの選手がハシゴに登った時の攻防である。